# 吳公藻
吳公藻（1902年—1983年2月13日）是中國武術家，吳氏太極拳第三代傳人。為吳鑑泉之次子、吴全佑之孫。

## 生平
畢業於北京体育讲习所。曾擔任国民革命军第十三军教练。1929年於上海精武体育会任教。1933年起，於湖南省国术训练所任教共三年，當時隨其學拳者不下三千人，其中包括小說家向恺然之子向一学。而向恺然也曾為吳公藻所撰的《吴家太极拳》一书作序。國共內戰爆發後，向一学於1948年設法將吳公藻送往香港。
1982年，已八十高齡的吳公藻重返湖南長沙探望向一学。1983年2月13日凌晨，吳公藻於長沙乐陶旅社去世，享年81歲。